# Мбому (префектура)
Мбому — одна з 14 префектур Центральноафриканської Республіки. Столиця — Банґасу.
На півдні кордоном префектури є річки Мбому і Убанга, якими також проходить кордон з Демократичною Республікою Конго. На заході межує з префектурою Нижнє Котто, на півночі з префектурою Верхнє Котто, на сході з префектурою Верхнє Мбому. З півночі на південь всю територію перетинають річки Мбар і Шинко, які є притоками річки Мбому, що дала назву префектурі. На території Мбому, на річці Котто також знаходиться водоспад Кембе (приблизно в 80 кілометрах від центру провінції). На північному сході префектури знаходиться південна частина природного заповідника Земонго.